# Coppa del mondo di ciclismo su strada femminile 2003
La Coppa del mondo di ciclismo su strada femminile 2003 (en.: 2003 UCI Women's Road World Cup), sesta edizione della competizione, prevedeva nove eventi tra il 2 marzo e il 7 settembre 2003.
La britannica Nicole Cooke si aggiudicò il titolo individuale.

## Corse
| # | Data        | Corsa                            | Vincitrice        | Squadra                  | Leader della CdM |
| - | ----------- | -------------------------------- | ----------------- | ------------------------ | ---------------- |
| 1 | 2 marzo     | Geelong World Cup                | Sara Carrigan     | Bik-Powerplate           | Sara Carrigan    |
| 2 | 22 marzo    | Primavera Rosa                   | Zulfia Zabirova   | Team Prato Marathon Bike | Sara Carrigan    |
| 3 | 30 marzo    | Gran Premio Castilla y León      | Mirjam Melchers   | Farm Frites-Hartol       | Sara Carrigan    |
| 4 | 20 aprile   | Amstel Gold Race                 | Nicole Cooke      | Ausra Gruodis Safi       | Sara Carrigan    |
| 5 | 23 aprile   | La Flèche Wallonne Femmes (2003) | Nicole Cooke      | Ausra Gruodis Safi       | Nicole Cooke     |
| 6 | 31 maggio   | Coupe du Monde de Montréal       | Geneviève Jeanson | Team Rona Esker          | Nicole Cooke     |
| 7 | 23 agosto   | Grand Prix de Plouay             | Nicole Cooke      | Ausra Gruodis Safi       | Nicole Cooke     |
| 8 | 31 agosto   | Rund um die Nürnberger Altstadt  | Diana Žiliūtė     | Acca Due O-Pasta Zara    | Nicole Cooke     |
| 9 | 7 settembre | Rotterdam Tour                   | Chantal Beltman   | Acca Due O-Pasta Zara    | Nicole Cooke     |

## Classifiche
| Pos. | Corridore         | Squadra        | Punti |
| ---- | ----------------- | -------------- | ----- |
| 1    | Nicole Cooke      | Aušra Gruodis  | 309   |
| 2    | Regina Schleicher | Chirio         | 211   |
| 3    | Mirjam Melchers   | Farm Frites    | 198   |
| 4    | Sara Carrigan     | BIK-Powerplate | 177   |
| 5    | Judith Arndt      | Nürnberger     | 157   |
| 6    | Diana Žiliūtė     | Acca Due O     | 146   |
| 7    | Anita Valen       |                | 145   |
| 8    | Rochelle Gilmore  | Aušra Gruodis  | 119   |
| 9    | Susanne Ljungskog | BIK-Powerplate | 97    |
| 10   | Zul'fija Zabirova | Prato Marathon | 94    |